# Centro de Estudios de Opinión
El Centro de Estudios de Opinión, también conocido por sus siglas CEO (en catalán: "Centre d'Estudis d'Opinió") es el órgano de la Generalidad de Cataluña encargado de realizar las encuestas sobre intención de voto, valoración de partidos y líderes políticos y los estudios postelectorales. Fue creado por decreto el 11 de enero de 2005 y por ley como organismo autónomo el 6 de julio de 2007. Anteriormente, esta tarea la desarrollaba el Idescat. 
Cuatro sondeos al año realiza el Barómetro de Opinión Política (BOP), que analiza profundamente el comportamiento y la evolución de las opiniones políticas de los catalanes, así como los principales problemas que percibe la ciudadanía, la valoración de los partidos políticos y de sus líderes, las situaciones sociolaborales, etc. Además de los BOPs realiza los Índices de Satisfacción Política (ISP) y otros barómetros como Valoración del gobierno, Debate de Política General, Perfil Mediático de los electores de los partidos parlamentarios así como estudios puntuales como Los valores democráticos, 30 años después del 15 de junio de 1977. Percepción de nivel de vida y actitudes ante la política, Valores básicos, circunstancias vitales y orientaciones políticas entre otros. 
Su director es nombrado por el Gobierno catalán a propuesta del consejero de Economía y Finanzas y cuenta con un Consejo Rector que se encarga de planificar y programar su actividad. El Comité está constituido por un presidente, también nombrado por el ejecutivo a propuesta del consejero de Economía, y por doce vocales. Ocho de estos miembros serán altos cargos de la Administración y los cuatro restantes serán expertos escogidos por el Gobierno procedentes del ámbito de las ciencias políticas, sociales, económicas y la estadística.

## Directores del CEO
- Gabriel Colomé García (enero de 2005 - febrero de 2010)
- Jordi Argelaguet Argemí (2010 - presente)